# 阿德河
阿德河，也称阿力得尔河，位于中华人民共和国内蒙古自治区兴安盟科尔沁右翼前旗南部，是归流河右岸支流，发源于桃合木苏木和勒木农点村西南山顶，蜿蜒向东北流经桃合木苏木、阿力得尔苏木乡大窝堡村、复兴村、双发村、永安村、阿力得尔牧场、树木沟社区（原树木沟乡）、红光村、敖宝嘎查、光明嘎查等地，于光明嘎查哈拉巴窑以北汇入归流河。阿德河全长102.5千米，流域面积2170.18平方千米，河道平均比降2.83‰，年均径流量0.978亿立方米。阿德河河道顺直，河槽宽浅，两岸多沼泽。阿德河上游沿岸有成吉思汗边墙遗址。阿德河流域为蒙古族聚居区，两岸草场肥美，为牧业区域，中下游多地已开发成灌溉农业区。